# Anne Mette Tandberg
Anne Mette Tandberg (...) è un'ex sciatrice alpina norvegese.

## Biografia
Specialista delle prove veloci, la Tandberg in Coppa Europa nella stagione 1985-1986 si piazzò 9ª nella classifica di supergigante e ai Campionati norvegesi vinse la medaglia di bronzo nella discesa libera nel 1987; non ottenne piazzamenti in Coppa del Mondo né prese parte a rassegne olimpiche o iridate.

## Palmarès

### Coppa Europa
- Miglior piazzamento in classifica generale: 35ª nel 1986

### Campionati norvegesi
- 1 medaglia (dati dalla stagione 1986-1987):
  - 1 bronzo (discesa libera[senza fonte] nel 1987)